# Marseniopsis syowaensis
Marseniopsis syowaensis is een slakkensoort uit de familie van de Velutinidae. De wetenschappelijke naam van de soort is voor het eerst geldig gepubliceerd in 1991 door Numanami & Okutani.